# Ben Gasser
Ben Gasser (Jesenice, 21 maart 1995) is een Sloveens voetballer die doorgaans als verdediger speelt.

## Carrière
Ben Gasser speelde in de jeugd van NK Bled, ND Triglav Kranj, NK Bravo en het Nederlandse Vitesse. Na een jaar bij Jong NAC Breda kwam hij in 2015 bij Slovan Bratislava terecht, waar hij een jaar in het tweede elftal speelde. Hierna keerde hij weer terug naar Nederland, om met Jong Achilles '29 in de Derde divisie zondag te spelen. Via de Kroatische amateurclub NK Pazinka kwam hij in 2018 bij Partizán Bardejov terecht. Bij deze club, spelend op het tweede niveau van Slowakije, speelde hij één wedstrijd. Na een half jaar vertrok hij naar Olimpija Ljubljana, waar hij op het hoogste niveau van Slovenië debuteerde op 11 mei 2019 in de met 0-3 gewonnen uitwedstrijd tegen NK Maribor. Sinds 2021 speelt hij voor FC Cosmos Koblenz, op het zevende niveau van Duitsland.

### Statistieken
| Seizoen                       | Club                | Land           | Competitie         | Competitie | Competitie | Beker | Beker | Totaal | Totaal |
| Seizoen                       | Club                | Land           | Competitie         | Wed.       | Dlp.       | Wed.  | Dlp.  | Wed.   | Dlp.   |
| ----------------------------- | ------------------- | -------------- | ------------------ | ---------- | ---------- | ----- | ----- | ------ | ------ |
| 2015/16                       | Slovan Bratislava B | Slowakije      | 2. Liga West       | 7          | 1          | –     | –     | 7      | 1      |
| 2016/17                       | Jong Achilles '29   | Nederland      | Derde Divisie Zon. | 2          | 0          | –     | –     | 2      | 0      |
| 2017/18                       | Partizán Bardejov   | Slowakije      | 2. Liga            | 1          | 0          | 0     | 0     | 1      | 0      |
| 2018/19                       | Olimpija Ljubljana  | Slovenië       | 1. SNL             | 1          | 0          | 0     | 0     | 1      | 0      |
| 2019/20                       | Olimpija Ljubljana  | Slovenië       | 1. SNL             | 1          | 0          | 0     | 0     | 1      | 0      |
| 2019/20                       | → NK Brežice 1919   | Slovenië       | 2. SNL             | 1          | 0          | 0     | 0     | 1      | 0      |
| Carrièretotaal                | Carrièretotaal      | Carrièretotaal | Carrièretotaal     | 13         | 1          | 0     | 0     | 13     | 1      |
| Bijgewerkt op 2 augustus 2020 |                     |                |                    |            |            |       |       |        |        |